# Baldred
Baldred fou rei de Kent, del 823 fins al 826 o 827. El rei de Ceolwulf I de Mèrcia, havia governat Kent directament, però el 823 fou deposat per Beornwulf, i cap aquell temps moneders a Canterbury començaren a batre monedes amb el nom de Baldred, rei de Kent. És incert si fou independent o un sub-rei depenent de Mèrcia. El 826 o 827 va ser expulsat per Æthelwulf, fill del Rei de Wessex i Kent Egbert, fou posteriorment governat directament per Wessex.